# Imperiu

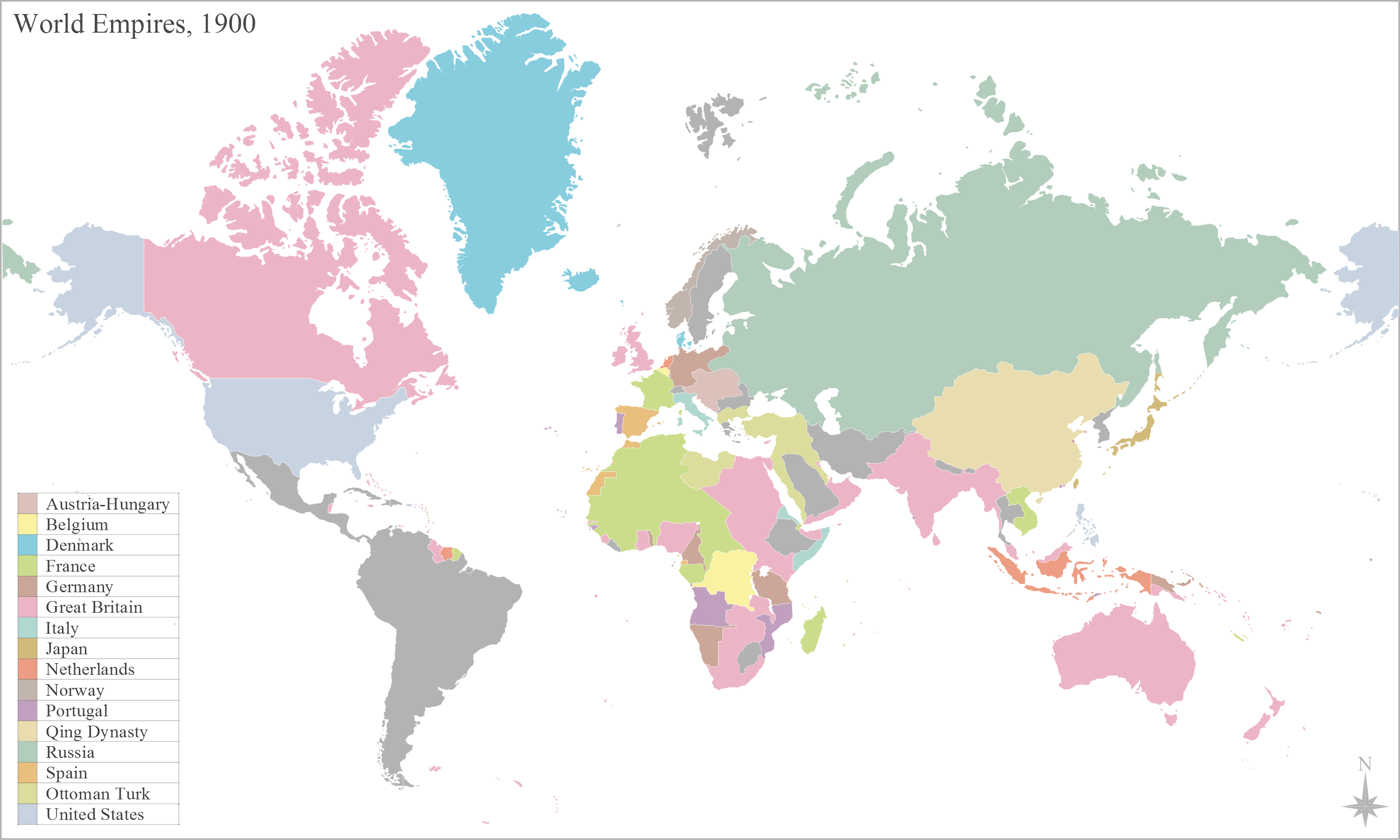
Imperialismul și colonizarea în anul 1900

Imperiul este un stat monarhic cu tendințe expansioniste condus de un împărat, de obicei cu un teritoriu mai mare decât cel al unui regat, cum au fost Imperiul Persan, Imperiul Britanic, Imperiul Francez, Imperiul Rus, Imperiul Bizantin sau Imperiul Roman.

#### Imperiul Babilonian
Imperiul Neo-Babilonian, Noul Imperiu Babilonian, sau al Doilea Imperiu Babilonian a fost un stat care a dominat Mesopotamia între anii626 și 539 î.Hr.. În cursul celor trei secole premergătoare înființării sale (911-cca. 612 î.Hr.), Babilonia s-a aflat sub dominația vecinilor săi nordici din Asiria. Babilonia și Asiria împărțeau, în esență, aceeași limbă, religie, cultură, istorie și etnicitate, dar relațiile politice dintre cele două entități au fost de multe ori încordate sau volatile.
Asirienii au reușit să-și mențină dominația asupra babilonienilor de-a lungul perioadei neo-asiriene, fie câștigându-le loialitatea prin acordarea de privilegii crescute, fie prin forța armelor, dar în cele din urmă situația s-a schimbat radical în 627 î.Hr. prin moartea ultimului mare conducător neo-asirian, Assurbanipal. În anul următor, Babilonia s-a răzvrătit sub conducerea lui Nabopolassar Caldeeanul. În alianță cu mezii, acesta a distrus orașul Ninive în 612 î.Hr., iar tronul imperiului a fost din nou transferat către Babilonia, pentru prima dată din vremea regeluiHammurabi cu mai bine de o mie de ani în urmă.
Perioadă neo-babiloniană a cunoscut o mare înflorire în arhitectură, artă și știință.

#### Imperiul Persan
Imperiul Persan sau Imperiul Ahemenid (persana veche: Parsā) a fost un imperiu iranian ce a dominat Asia de Sud și de Sud-Vest între 550 î.Hr., de la cucerirea mezilor de către Cirus cel Mare, până în 330 î.Hr., când ultimul împărat Ahemenid moare și imperiul este cucerit deAlexandru cel Mare.
La apogeul întinderii sale teritoriale, teritoriul său cuprindea Iranul,Afganistanul, Irakul, Turcia, Siria, Egiptul, Israelul, Libanul, Ciprul și porțiuni din România, Bulgaria, Grecia, Arabia Saudită, Libia, Sudanul de Nord, Caucaz, India, Asia Centrală și chiar din China, cu o suprafață totală de 8.000.000 km2. Cirus cel Mare creează dintr-un stat vasal un vast imperiu cucerind Imperiul Medic, primul mare stat monarhic iranian,Imperiul Neo-Babilonian și Regatul Lidian, deschizând cale fiului său,Cambyses al II-lea, spre cucerirea Egiptului.
Războaiele medice, dintre polisurile grecești și Imperiul Persan, au arătat acestuia că nu este invincibil, înfrângerile suferite la Marathon, Salaminași Plateea umilindu-l pe Regele Regilor în fața întregii lumi.
După cucerirea Imperiului Persan de către Alexandru cel Mare, vastele sale teritorii încep să facă parte din lumea elenistică.

### Origini[modificare | modificare sursă]
Perșii sunt un popor indo-iranian stabilit în Iran (Persia) în jurul anului1000 î.Hr. Triburile perșilor sunt unificate, potrivit tradiției, către 700 î.Hr., de Achaemenes, întemeietorul dinastiei Ahemenizilor. Succesorul său,Teispes, extinde posesiunile Persiei spre apus. Cyrus I recunoaște suzeranitatea Asiriei, iar Cambyses I (600 î.Hr. - 559 î.Hr.) pe a Mediei.

### Imperiul
Cirus al II-lea cel Mare (559 î.Hr.- 529 î.Hr.), una din cele mai strălucite personalități ale antichității, transformă Persia, în numai 3 decenii, dintr-o putere locală în cel mai vast și puternic imperiu alOrientului. Prin înfrângerea lui Astiage (cca. 550 î.Hr.), Media devine provincie a statului persan. Cucerind apoi Lidia luiCresus (546 î.Hr.), Persia include în hotarele sale Asia Mică până la Marea Egee, cu toate coloniile grecești ale Ioniei. În anii 545 î.Hr. - 539 î.Hr. sunt ocupate vaste regiuni din Asia Centrală - Dragniana, Arachosia, Gedrosia, Bactriana, Sogdiana, ș.a. Profitând de slăbirea Regatului Noului Babilon în urma unor conflicte interne, Cirus cel Mare ocupă în 539 î.Hr.Babilonul, anexând apoi toate posesiunile Caldeei din Siria, Fenicia, Țara Israel, până la granițele Egiptului Faraonic.
Cambyses II (529 î.Hr. - 522 î.Hr.), fiul lui Cirus al II-lea cel Mare, personalitate controversată în istoriografie datorită excentricității decizilor sale, transformă în 525 î.Hr. Egiptul într-o satrapie a Imperiului Ahemenid.
Ruinele Persepolisului
Darius I cel Mare (522 î.Hr. - 486 î.Hr.), genial om de stat, reorganizează, după cucerirea Punjabului (519 î.Hr..), vastul imperiu, care acoperea acum cca. 5.000.000 km². El creează un sistem modern de drumuri, care să asigure transmiterea rapidă a informațiilor, a trupelor și mărfurilor ("calea regală" Persepolis-Sardes măsura 2400 km), împarte imperiul în cca. 20 de unități administrative (satrapii), creează omonedă de aur etalon (dareicul), începe zidirea unei noi reședințe regale la Persepolis. Campania din stepele nord-pontice întreprinsă împotriva sciților (513 î.Hr.), cu care prilej Darius este înfruntat de geții dinDobrogea, se încheie fără niciun rezultat. Cu un eșec se termină și cele 2 expediții vizând cucerirea Greciei, din 492 î.Hr. și 490 î.Hr.
Xerxes I (486 î.Hr. – 465 î.Hr.), fiul și succesorul lui Darius, încearcă în 480 î.Hr, cu forțe impresionante, să transforme Eladaîn provincie persană. Eroismul cetăților grecești, în fruntea cărora se aflau Atena și Sparta, face ca lumea elenă să respingă cu succes această ofensivă.

### Declinul
Începând cu domnia lui Artaxerxes II (465 -424 î.Hr.), Imperiul Ahemenid alunecă pe panta declinului.Fiul său, Xerxes II (424 î.Hr.), după o domnie de 45 de zile este ucis de fratele său, Sogdianus (424 - 423 î.Hr.), care la rândul său este asasinat. Darius II (423 - 405 î.Hr.) se aliază cu Sparta în Războiul peloponesiac împotriva Atenei.Artaxerxes al II-lea înfrânge revolta fratelui său, Cirus cel Tânar, în bătălia de la Cunaxa din 401 î.Hr.. Este confruntat și cu tentativa Spartei, victorioasă în Războiul Peloponesiac, de a se erija în apărătoare a cetăților grecești din Ionia.Ca răspuns la ofensiva corpului expediționar spartan, condus de generalii Tibron (399 î.Hr.) și Dercilide și, din 396 î.Hr., care acționează în Asia Mică, Artaxerxes al II-lea subvenționează și încurajează rezistența antispartană a cetăților grecești, Teba, Atena, Argos, declanșînd războiul corintic (395 - 387 î.Hr.). De asemenea, Artaxerxes al II-lea sprijină reconstrucția flotei ateniene care obține în 394 î.Hr. victoria de la Cnidos asupra celei spartane. Sprijină încheierea, la Susa, a păcii lui Antalcidas (387/386 î.Hr.), numită și "pacea regelui", care punea capăt luptelor din Grecia și confirma suzeranitatea Imperiului Persan asupra orașelor grecești din Asia Mică și a insulei Cipru.
Artaxerxes al III-lea (358 – 338 î.Hr.) înăbușe în 343 î.Hr revolta Egiptului începută după moartea lui Darius al II-lea. Urmat la tron de fiul său mic Artaxerxes al IV-lea (338 - 336 î.Hr.) care și-a asasinat fratele mai mare.
În anul 334 î.Hr. tânărul rege al Macedoniei, Alexandru cel Mare, traversează, în fruntea unei modeste armate, Hellespontul. În pofida uriașelor resurse ale imperiului, Darius III (336 î.Hr.-330 î.Hr.), ultimul suveran ahemenid, se dovedește incapabil să facă față impetuozității lui Alexandru, pierzând bătăliile decisive de la Issos (333 î.Hr.) și Gaugamela (331 î.Hr.). Darius al III-lea este asasinat în Bactria de către un general al său care va fi torturat și ucis de Alexandru. Întregul Imperiu Persan este cucerit de Alexandru cel Mare, devenind o parte a lumii elenistice.

## Imperiul Roman
Imperiul Roman (latină IMPERIVM ROMANVM) este termenul utilizat, în mod convențional, pentru a descrie statul roman post-republicancaracterizat de o formă de guvernământ autocratică și de stăpânirea unui imens teritoriu în jurul Mării Mediterane. Ultimul împărat roman din Italia a fost detronat în 476, dar, pe atunci, regiunile din estul imperiului erau administrate de un alt împărat roman, ce se afla în capitala imperială de est, Constantinopol. Imperiul Roman de Răsărit (Bizantin) a continuat să existe, deși își micșora încet-încet teritoriul până la dispariția sa efectivă, în 1453, când Constantinopolul a fost cucerit de otomani. Statele succesoare din vest (Regatul Franc și Sfântul Imperiu Roman) și din est (țaratele ruse) au folosit titluri preluate din practicile romane chiar și până în perioada modernă.
Influența Imperiului Roman în limbă, guvernare, drept, arhitectură, precum și în multe alte aspecte ale vieții de zi cu zi a devenit inevitabilă.
Articol principal: Imperiul Roman antic.
După ce Gaius Octavius, nepotul lui Iulius Cezar, și-a consolidat poziția prin înfrângerea rivalului său la putere, Marc Antoniu, în bătălia de laActium din anul 31 î.Hr., acesta a declanșat un amplu proces de restructurare a tuturor instituțiilor statului, fiind conștient că anii de război civil au lăsat Roma într-o stare de anarhie și că societatea romană nu era încă pregătită să accepte controlul total al unui despot. Bun tactician, Octavius (sau Octavianus) a știut să câștige simpatia tuturor. Mai întâi a desființat armatele sale și a organizat alegeri, în urma cărora a fost ales în funcția de consul. În 27 î.Hr. a returnat, în mod oficial, putereaSenatului Romei, și s-a oferit să renunțe și la supremația militară pesteEgipt. Dar Senatul Roman nu numai că l-a refuzat, dar i-a dat chiar controlul asupra Spaniei, Galiei și Siriei. Puțin mai târziu, Senatul i-a dat și titlul de Augustus (tradus „cel venerat”). Această dată, 27 î.Hr., este considerată în mod convențional drept începutul Imperiului Roman, deși numele de "Republica Romana" a fost folosit mai departe, în mod oficial, timp de câteva secole. Augustus a reușit să mai acapereze și funcția detribun, care îi permitea să convoace Senatul după voința sa și să-i stabilească agenda. În afară de aceasta a inventat și o nouă funcție, în anul 23 î.Hr., anume cea de Împărat al Romei; această funcție era pe viață și îi oferea controlul întregii armate romane. Totuși el folosea adesea titlul civil Princeps, sau „Primul Cetățean”. La 19 august 14 d.Hr., lui Augustus i-a urmat la tron Tiberius (14-37), fiul soției sale Livia Drusilla dintr-o altă căsătorie.
În vremea împăratului Claudius (41-54) imperiul s-a extins în Britania, iar, după o scurtă criză în vremea lui Nero (54-68), imperiul și-a atins maxima întindere în vremea împăratului Traian (98-117). Traian a cucerit Dacia,Mesopotamia și părți din Arabia. Împăratul Hadrian (117-138), succesorul lui Traian, a decis însă să abandoneze Mesopotamia și părțile Daciei de est care fuseseră incluse în provincia Moesia Inferior.
Imperiul Roman în 125 d.Hr.
| |                                                                                        |
| Regatul Roman753 î.Hr. – 510 î.Hr. |                                                                                        |
| Republica Romană510 î.Hr. – 27 î.Hr. |                                                                                        |
| \| Imperiul Roman27 î.Hr. – 476 / 1453 d.Hr. \| \| \| Principatul \| \| \| Dominatul \| \| \| Imperiul de Apus \| Imperiul de Răsărit \| |                                                                                        |
| Magistrați obișnuiți |                                                                                        |
| - Consul - Pretor - Chestor - Promagistrat                                                                                               | - Edil - Tribun - Cenzor - Guvernator                                                  |
| Magistrați extraordinari |                                                                                        |
| - Dictator - Magister Equitum | - Triumviri - Decemviri                                                                |
| Oficii și titluri onorifice |                                                                                        |
| - Pontifex Maximus - Legatus - Dux - Officium - Praefectus - Vicarius - Vigintisexviri                                                   | - Magister Militum - Imperator - Princeps senatus - Împărat - August - Cezar - Tetrarh |
| Politică și legislație |                                                                                        |
| - Adunările romane - Senatul roman - Imperium                                                                                            | - Legea romană - Cursus honorum - Colegialitate                                        |
| modifică |                                                                                        |
| Imperiul Roman27 î.Hr. – 476 / 1453 d.Hr.                                                                                                |                                                                                        |
| Principatul |                                                                                        |
| Dominatul |                                                                                        |
| Imperiul de Apus | Imperiul de Răsărit                                                                    |

După aceasta a urmat o perioadă de pace, cu excepția unor conflicte militare din vremea împăratuluiMarcus Aurelius(161-180). În anul 212 împăratul Caracalla (211-217) a oferit cetățenia romană tuturor oamenilor liberi din imperiu. În pofida acestor măsuri, secolul III a fost dominat de o perioadă de anarhie militară, în timpul căreia unele legiuni își proclamau comandanții ca împărați, și au avut loc foarte multe războaie civile. În această perioadă împăratulAurelian (270-275), care a avut meritul să restaureze integritatea imperiului (deoarece în urma conflictelor civile se formase în vest un imperiu galo-roman și în est unul palmirian), a decis să abandoneze, în 271, provincia Dacia. Aceasta se justifica strategic prin ideea scurtării frontului plin de conflicte cu populațiile migratoare barbare de pe linia Dunării de Jos. Criza secolului III se consideră că a luat sfârșit cu Dioclețian (284-306). Acesta a inițiat o serie de reforme care au schimbat fața imperiului. Cu el se consideră că începe perioada dominatului (marcând sfârșitul perioadei principatului, care începuse cu Augustus), împăratul devenind în mod oficial un monarh autocrat. A reorganizat administrația in mai multe prefecturi și dioceze, și va împărți imperiul (în 286), el luând partea de răsărit (linia de împărțire fiind între Italia și Dalmația), având capitala la Nicomedia. Va instaura și Tetrarhia, prin care, imperiul avea să fie condus în continuare de 2 Auguști și 2 Cezari, câte un August și un Cezar pentru fiecare parte (apus și răsărit). În urma unor războaie civile, împăratul Constantin I (306-337) va reunifica imperiul. În 313, el va da un edict de toleranță religioasă, la Mediolanum, în urma căruia creștinismul va deveni o religie favorizată (până atunci fusese persecutată de foarte multe ori, în special în vremea lui Dioclețian), iar în 325 la Niceea, s-a ținut primul sinod ecumenic, la care arianismul a fost recunoscut ca erezie (deși se pare că, la acea vreme, Constantin îi favoriza pe arieni). În 330 el va înființa de asemenea o nouă capitală, pe locul vechiului oraș Bizanț. Această capitală va avea inițial numele oficial "Roma Secunda" (a doua Romă); mai târziu, el va deveni "Roma Nova" (Noua Romă), însă orașul va fi cunoscut popular sub numele de "Constantinopol" (orașul lui Constantin). În 332, Constantin va duce o campanie contra vizigoților, la nord de Dunăre, restaurând pentru o vreme niște părți din fosta provincie romană Dacia. În 337, Imperiul va fi împărțit între fiii lui Constantin I: Constant (337-350), care va lua Italia și Illyricum (ce includea atunci și Moesia de vest, Macedonia și Grecia), Constantin al II-lea (337-340) care va lua restul provinciilor occidentale (vestice) și Constanțiu al II-lea (337-361) care va lua orientul — și, în cele din urmă, întreg imperiul. În 364, imperiul a fost iar împărțit de Valentinian I (364-375), care a luat occidentul (care includea și Illyricum) și a dat orientul fratelui său Valens (364-378). În vremea lui Valens, vizigoții, fiind atacați de huni, au cerut azil în imperiu; dar apoi, datorită modului lor de viață migrator și dificultăților de adaptare la condițiile grele de aprovizionare de la sud de Dunăre, s-au revoltat contra romanilor, învingându-i în 378 în bătălia de la Adrianopol. Ultimul împărat care va conduce o scurtă vreme întreg imperiul va fi Theodosius I (379-395), numai din anul 394. Acesta va proclama Creștinismul ca religie oficială în 380. În 381 se va fi ține la Noua Romă (Constantinopol) cel de-al doilea sinod ecumenic. În 395, imperiul va fi împărțit fiilor lui Theodosius: Arcadius (395-408) în Răsărit (est) și Honorius(395-423) în Apus (când, Illyricum a fost atribuit părții de răsărit, dar fără Dalmația).

## Declinul Imperiului Roman de Apus (395 - 476)[modificare | modificare sursă]
Articol principal: Imperiul Roman de Apus.
După 395, niciun împărat nu va mai conduce singur un imperiu, care să se întindă din Britania până în Egipt. Însă, oficial nu erau doua imperii, ci un imperiu cu doi împărați. Imperiul din occident va intra în declin, în 410, vizigoții conduși de Alaric vor devasta Roma, care n-a mai fost devastată din 387 î. Hr. (însă Roma nu mai era capitala imperiului încă din 285, capitala fiind la Mediolanum, iar apoi în vremea lui Honorius mutată la Ravenna). Declinul imperiul de vest se va accentua în vremea lui Valentinian al III-lea (423-455), continuând să piardă din teritoriu, iar în 439 vandalii conduși de Gaiseric au cuceritCartagina și o parte considerabilă din nordul Africii. În anul 451, generalul Flavius Aetius a reușit să-i învingă pe hunii conduși de Attila în bătălia de la Chalons, dar declinul imperiului de vest a continuat, împărații ajungând sa fie niște marionete ale unor comandanți germanici. În anul 476, un comandant german din armata romană, pe nume Odoacru l-a înlăturat pe împăratul de la Ravenna, Romulus Augustulus (475-476), și a refuzat să mai pună o alta marionetă, preferând să-l recunoască pe împăratul din răsărit Zenon (474-491) ca singurul împărat roman și să conducă Italia romană în numele lui, deși un alt împărat din occident, Iulius Nepos (474-480), continua să conducă Dalmația. În anul 487, după niște neînțelegeri cu Odoacru, Zenon îl va convinge pe regele ostrogot Theodoric (care se afla în Balcani, în partea imperiului de răsărit), să plece și să-l înlocuiască pe Odoacru, ca guvernator al Italiei.

## Imperiul Roman de Răsărit (476 - 1453)[modificare | modificare sursă]
Articol principal: Imperiul Roman de Răsărit.
Imperiul roman din orient a reușit să scape de pericolele barbare din secolul V, orientându-i pe mulți dintre barbari spre occident. Însă în secolul al VI-lea, împăratul Iustinian (527-565) a decis să încerce să recucerească occidentul roman. El se va baza în special pe generalul Belisarius, iar apoi pe Narses. Romanii au reușit să recucerească Nordul Africii de la Vandaliîn 534, însă războaiele cu ostrogoții din Italia vor fi mult mai lungi, ele durând din 535 până în 554. În cele din urmă romanii au recucerit Italia, dar efortul de război a ruinat economia romană. În afară de Nordul Africii și Italia, va mai fi recucerita și o parte din sudul Spaniei, și pentru o vreme și câteva teritorii la nord de Dunăre. În vremea lui Iustinian, a fost dat un nou cod de legi, care va rămâne cunoscut cu numele de "Codul lui Iustinian", și a fost reconstruită catedrala Hagia Sophia (Sfânta Înțelepciune) în forma ei actuală, între ani 532-537.
Vizualizare exterioară a catedralei Sfânta Sofia (Înțelepciune), 2004
Recuceririle din vremea lui Iustinian nu vor dura, Italia va fi atacată de lombarziîn 568, iar sudul Spaniei, va fi pierdut din nou, în câteva decenii, iar conflictele cu persii vor reîncepe (în vremea lui Iustinian, romanii au plătit un tribut scump ca să păstreze pacea), orientând atenția imperiului la est. Însă împăratulMauricius (582-602) a reușit sa restabilească pacea cu persii (ajutându-l pe regele perșilor Chosroes al II-lea într-un război civil), și a reorganizat apărarea Balcanilor contra avarilor și slavilor. Dar, în 602, soldații lui Mauricius, nemulțumiți că au fost obligați să petreacă iarna la nord de Dunăre, s-au revoltat, și l-au pus împărat pe Phocas (602-610). Conflictele cu persii vor reîncepe, ceea ce va duce la ignorarea apărării din Balcani, iar astfel vor intra slavii. Phocas va fi înlăturat în anul 610 de Heraclius (610-641), care va reuși în cele din urmă să-i învingă pe persi. Heraclius va schimba de asemenea limba oficiala a imperiului în greacă (totuși, multe din provinciile imperiului erau multi-etnice). Însă în secolul VII vor începe atacurile arabilor islamici care vor cuceri întreaga Persie, apoi provinciile romane Siria, Palestina, Egipt (cucerirea lor a fost atât de ușoară și datorită faptului că aici erau majoritari ca religie miafizitii) și Nordul Africii, iar în secolul al VIII-lea aceștia au cucerit și regatul vizigot din Spania ajungând pana în Francia. În 751, lombarzii vor cuceri Ravenna (capitala exarhatului roman din Italia), acest lucru a fost grăbit și datorită confruntărilor religioase din cauza iconoclasmului care duseseră la rebeliunea (vechii) Rome. Deși, iconoclasmul a fost condamnat în 787 la al șaptelea sinod ecumenic de la Noua Romă, imperiul nu va mai recăpăta (vechea) Roma, aceasta ajungând sub influenta francilor. În 800, papa de la Roma, Leo al III-lea îl va încorona pe regele francilorCharlemagne ca împărat al romanilor, ceea ce va duce la formarea Imperiului Romano-german (800-1806). Imperiul Roman (de răsărit) va începe să-și revină în vremea dinastiei macedonene (867-1056), atingând apogeul în vremea lui Vasile al II-lea (976-1025). În această perioadă, vor fi recucerite părți din estul Anatoliei, Siria, Armenia, toată peninsula Balcanica, sudul Italiei, și insule din Mediterana (Creta, Cipru). În secolul al XI-lea, va începe iar un declin, ce va duce la pierderea Italiei de sud în favoarea normanzilor și a Anatoliei care a fost cucerită de turcii selgiucizi (cu excepția unor părți din vest și nord), dar împăratul Alexius I Comnen (1081-1118) a reușit să salveze imperiul. De asemenea, în această perioadă au început cruciadele contra musulmanilor, deși imperiul inițial a profitat, în cele din urma vor începe conflictele dintre occidentul medieval și imperiu. În 1204, cruciada a patra a devastat Constantinopolul și a fondat Imperiul Latin al Romaniei(1204-1261), capitala imperiului roman fiind mutata la Niceea acuma, însă alte doua state romane s-au desprins acum,Despotatul Epirului (1204-1337) și Imperiul din Trapezunt (1204-1461). Cei din Niceea, vor reuși în 1261 să recucerească Constantinopolul, dar imperiul nu-și va mai reveni și va continua să cadă în declin. În secolul al XIV-lea, Anatolia va fi pierdută la turci, iar otomanii vor trece în Europa în 1354, ocupând Gallipoli. În 1453, după mai multe conflicte, otomanii reușesc sa cucerească Constantinopolul, iar apoi în 1461 ..

## Imperiul Otoman
Imperiul Otoman (în limba turcă otomană: دولتِ عَليه عُثمانيه, Devlet-i Aliye-i Osmaniye, „Sublimul Stat Otoman”; limba turcă modernă: Osmanlı Devleti ori Osmanlı Imparatorluğu, adesea numit și Turcia Otomană) a fost o supraputere imperială, care și-a manifestat dominația în zona mediteraneană și care a existat din 1299 până în 1922. Inițial, a fost un stat islamic sunnit fondat de turcii oghuzi sub conducerea lui Osman I, in nord-vestul Anatoliei, in 1299.
Odată cu ascensiunea otomanilor sub Murad I și cucerirea Peninsulei Balcanice între 1362-1389, și căderea Constantinopolului de cătreMehmed al II-lea în 1453, Sultanatul Otoman s-a transformat într-un imperiu. În 1453, după ce turcii au cucerit Constantinopolul (orașulIstanbul din zilele noastre), fosta capitală a Imperiului Bizantin a devenit a treia capitală a Imperiului Otoman. Între secolele al XVI-lea și al XVII-lea, Imperiul Otoman a fost una dintre cele mai puternice entități politice și statale ale lumii, țările europene simțindu-se amenințate neîncetat de înaintarea continuă a acestuia prin Balcani și spre sudul Uniunii polono-lituaniene.
Între secolele XVI-XVII, imperiul a ajuns la apogeu sub domnia lui Selim I, devenind un imperiu multinațional, multilingvistic, stăpânind Anatolia, Orientul Mijlociu, părți din Africa de Nord, Balcanii și Caucazul, adică o suprafață de circa 19.9 milioane de km².
La începutul secolului al XVII-lea, imperiul cuprindea 32 de provincii și numeroase state vasale și tributare, unele dintre ele fiind absorbite de imperiu, în timp ce celorlalte le era garantată autonomia. Multe dintre provinciile sau regiunile asupra căreia își exercita suveranitatea erau doar sub controlul indirect al guvernului central. El a întruchipat, cât timp a existat, califatul, adică statul musulman universal condus de succesoriiProfetului Mohamed . Instituția califatului a devenit din primele secole de existență o chestiune pur simbolică, puterea migrând spre alte sfere de putere din interiorul lumii islamice, însă el a reprezentat și mai reprezintă încă în mentalul colectiv al maselor musulmane un reper idealizat important, de aceea meritând a menționa și titlul de calif al sultanilor otomani. Imperiul Otoman, de-a lungul celor șase secole de istorie a fost o punte de legătură între culturile estului și vestului.
Otomanii au avut influență și în afara Afroeurasiei, ca expediția spre Aceh din Indonezia în 1565 și achiziționarea temporară a insulelorLanzarote din Oceanul Atlantic în 1585.
Istoria Imperiului Ottoman - Crescerea și scăderea lui
Bizantinii au fost primii care au scris despre turci. Primul a fost Manuel Puglia Ducas care a scris " Historia turco-bizantină 1341-1462". Laonikos Chalkokondyles (1423 – 1490) a scris despre perioada 1298-1463, descriind declinul Imperiului Bizantin și ascensiunea turcilor otomani. Cucerirea Constantinopolului a fost comparată cu cucerirea Troiei.[2]
Critobul din Imbros a scris lucrarea "Din domnia lui Mahomed al II-lea. Anii 1451-1467". Makarios Melissenos , preot din Napoli, fugit din insula greco-venețiană cucerită de turci, a scris cele două cronici ce detaliază cucerirea Constantinopolului de către turci(înainte se credea că George Sphrantzes, secretar al ultimului împărat bizantin, ar fi scris cele două cronici).
Și italienii au fost interesați de istoria otomanilor, ca Teodoro Spandugino ce a scris "Genealogia turcilor"[3], Paolo Giovio-Commentario de le cose de’ Turchi (1531), Donado Da Lezze- Historia turchesca (1300-1514), Andrea Cambini- Della origine de turchi(1538), Luigi Bassano - I Costvmi, et i Modi Particolari de la Vită de Turchi (1545), G.A. Menovino, Francesco Sansovino -Historia universale dell'origine et imperio de'Turchi: Con le guerre successe în Persia, în Ongaria, în Transilvania, Valachia, sino l'anno 1600. Luigi Ferdinando Marsigli, care a participat la trasarea frontierei dintre Imperiul Otoman, Republica Venețiană și Imperiul Romano-German, a scris lucrarea L'Etat militaire de l'empire ottoman (Amsterdam, 1732).
Istorici francezi ca Guillaume Postel, ce a făcut comparații între protestantism și islam, a scris "De la République des Turcs", făcând o descriere pozitivă a societății otomane. Flamandul Ogier Ghiselin de Busbecq , ce a servit că ambasador la Istanbul, a scris "Itineră Constantinopolitanum et Amasianum , re-publicat în 1595 sub titlul de Turcicae Epistolae.
Leunclavius, istoric german care a trăit în secolul XVI (1533 - 1593), a scris o istorie a Imperiului Otoman (Annales Sultanorum Othmanidarum, Frankfurt 1588) ce conține informații prețioase despre Țările Române și istoria lor în secolele XV și XVI și alte lucrări ca Ius orientale (1573) și Historiae Mvsvlmanae Tvrcorvm, De Monvmentis ipsorvm exscriptae (1591).
În Anglia, Richard Knolles a scris Generall Historie of the Turkes, iar Paul Rycaut, rezident în Imperiul Otoman, a scris "Tablou al Imperiului Otoman" și a publicat două volume de Istoria Turcă.Thomas Thornton a scris ‘The Present State of Turkey’.
În spațiul românesc, Dimitrie Cantemir a scris Istoria Creșterii și Descresterii Imperiului Otoman, Istoria Imperiului Otoman, Cartea sistemei religiei mahomedane.
Joseph von Hammer-Purgstall, orientalist austriac, a scris Constantinopolis und der Bosporos (1822) și Geschichte des osmanischen Reiches (Istoria Imperiului Otoman) în zece volume.
În secolul al XX-lea s-au remarcat Nicolae Iorga (Geschichte des Osmanischen Reiches -Istoria Imperiului Otoman), Ismail Hakki, D.E. Pitcer, Halil İnalcık cu multe lucrări despre istoria imperiului otoman ca History of the Ottoman Empire Classical Age / 1300–1600 (1973), The Ottoman Empire: Conquest, Organization and Economy (1978) și Studies în Ottoman Social and Economic History (1985); Stanford J. Shaw-History of the Ottoman Empire and Modern Turkey(1976), Robert Mantran-Histoire De L'empire Ottoman, Colin Imber-The Ottoman Empire (1300-1481).
Cronistică otomană[modificare | modificare sursă]
S-au scris "Istoriile Casei lui Osman" sau "Istoriile Dinastiei Otomane" scrise de Oguzname, Asikpasazade, Uruc bin Adil, Mehmed Nesri, Tursun Bey . S-au scris Gazavetname -Cronica expediției militare, Fetihname - Cronica cuceririi. Aceste cronici au fost utilizate drept modele de către marii cronicari din secolele XVI-XIII. Cronicile serveau ca material de propagandă în secolul XV. Până în secolul XVI, cronicile urmau modelul medieval. În contextul cuceririi Palestinei, musulmanii au intrat în posesia unor centre culturale din Ierusalim, Cairo, Mecca și Medina. Sultanul și-a însușit titlul de calif, având nevoie de o justificare ideologică care să îi ofere posibilitatea adoptării titlului. S-au afirmat cronicari ca Kemalpasazade ce a fost seyh-ul Islam, participând la Bătălia de la Mohacs, Rustem Pasa, Muhieddin al-Cemali, Mustafa Ali.
În secolul XVII s-au afirmat Ibrahim Pecevi, Katip Celebi, Mustafa Na ima, Evliya Celebi care a scris Cartea călătorilor-Seyahatname.
Osman-fondatorul dinastiei
Istoria Imperiului Otoman se întinde pe mai mult de 6 secole. Există mai multe împărțiri în diferite perioade istorice, așa cum este cea făcută din perspectiva cuceririlor/pierderilor teritoriale. Împărțirea de mai jos privește lucrurile dintr-o perspectivă mai largă, în care elementele economice și politice sunt tratate ca fiind la fel de importante ca și cele militare.

### Originile (950-1299)[modificare | modificare sursă]
|  | Acest articol este scris parțial sau în întregime fără diacritice.Puteți da chiar dumneavoastră o mână de ajutor. Ștergeți eticheta după adăugarea diacriticelor. |

Khaju Bridge-Esfahan
Imperiul Otoman își are originile în Uç Beyliği din statul selgiucid al Anatoliei de la sfârșitul secolul al XIII-lea, care până atunci fusese el însuși un stat marionetă și vasal al Ilhanatului. Conform tradiției, în 1299 Osman I și-a proclamat statutul de beiindependent.
Turcii au fost initial un grup de triburi din Turkestan,in centrul Asiei.Triburile s-au despartit in secolul VI,raspandindu-se in Rusia,China,India si Persia.Unii dintre turci au renuntat la viata nomada si au devenit administratori si mercenari.Ei i-au slujit pe abbasizi si pe famitizi,ajungand in pozitii inalte.Turcii dintre care faceau parte selgiucizii,otomanii,mamelucii,bulgarii si khazarii,au ajuns in scurt timp foarte influenti.Ei si-au unit fortele si cu mongolii.In perioada islamica,orasele turcesti Samarkand si Buhara au devenit prospere si cu o cultura infloritoare.
La est de Marea Caspica traia un grup de turci numit oguzi sau turcomani.Din 950,s-au desprins selgiucizii care au migrat spre sud si vest.Califul abbasid al Bagdadului traversa o perioada dificila si a cerut ajutor selgiucizilor.Sub conducerea lui Tughril Beg,ei au invadat Persia si au ocupat Bagdadul in 1055.Califul abbasid l-a numit pe Tughril vice-sultan,daruindu-le selgiucizilor Imperiul Abbasid. Selgicizii au ajuns dintr-un simplu trib nomad conducatorii lumii islamice. In 1063 a ajuns sultan Alp Arslan,nepotul lui Tughril.El a cucerit Siria si Armenia si a intreprins incursiuni in Anatolia.In 1071 a primit replica imparatului bizantin. Alp Arslan a angajat mercenari nomazi si turci si a patruns in Armenia.Cele doua armate s-au intalnit la Bătălia de la Manzikert.Selgiucizii au invins deoarece s-au prefacut ca au pierdut batalia si se retrag.Cand bizantinii au plecat in urmarirea lor,selgiucizii s-au intors si au infrant sever armata acestora.L-au prins pe imparatul bizantin si au cerut pentru el rascumparare.Victoria de la Manzikert a pus bazele a ceea ce,mai tarziu,va fi Imperiul Otoman.Alp Arslan a fost un stapan milostiv si a condus bine imperiul.La indemnul sau,multi turcomani si selgiucizi au migrat in Anatolia. Imperiul selgiucid a atins apogeul puterii in timpul lui Malik Sah (1072-1092),fiul lui Alp Arslan.Acesta a patronat stiintele si artele si a construit minunate moschei in capitala sa,Isfahan.Vizirul sau,Nizam al-Mulk,a fost un respectat om politic. Selgiucizii au cucerit integral Anatolia,au pus bazele formarii Sultanatului de la Rum,in apropierea Constantinopolului.La moartea lui Malik Sah,Imperiul Selgiucid s-a dezembrat in mai multe statulete,in secolul XII continuand sa existe diverse sultanate selgiucide,mameluce si kurde,sub supravegherea califului abbasid de la Bagdad. In 1220,regiune a fost cotropita de mongoli,care in cele din urma,au ocupat Bagdadul in 1258.Ceea ce i-a impins pe turci sa se extinda spre vest.

### Ascensiunea (1299–1453)
Osman I(1299–1326) ,fondatorul dinastiei careia i-a dat si denumirea,a fost in jurul anului 1300 conducatorul unui grup tribal din nord-vestul Anatoliei.Luptatorii tribului se dedicasera unui Jihad impotriva Bizantului. Orhan Gazi (1326–1359), fiul lui Osman,si-a luat titlul de sultan,a stabilit capitala la Bursa si a cucerit AnatoliaOrientala. In 1354 a castigat controlul asupra peninsulei Galiopi,pe care a folosit-o ulterior ca un cap de pod pentru cucerirea Balcanilor.
Murad I Hudavendighiar (1359-1389) a cucerit Adrianopol in anii 1365-1369,a transferat capitala imperiului de la Bursa din Anatolia în nou cuceritul oraș, pe care la redenumit Edirne a cucerit Bulgaria in 1385-1386 si a triumfat in Bătălia de la Kosovo Polje din 1389 in fata sarbilor,dar a fost asasinat de Miloš Obilić. Baiazid I(1389–1402),succesorul sau, a fost primul sultan otoman care din sursele documentare occidentale este numit împărat.În semn de răzbunare pentru asasinarea tatalui sau, Murad I, în Bătălia de la Kosovo Polje, Baiazid, devenit sultan, a masacrat toți prizonierii sârbi.Pe parcursul secolului XIV,federatia tribala otomana a devenit o structura statala solida.Sultanii si-au inarmat bine armatele si au creat un corp de elita format din crestini balcanici islamizati-Ienicerii. Baiazid „Fulgerul” a declanșat o campanie rapidă de cucerire în Balcani. Raidurile din Serbia și sudul Albaniei i-a forțat pe cei mai mulți principi locali să accepte suzeranitatea otomană.
In 1391 a asediat Constantinopolul. La cererea împăratului Bizantin,Manuel al II-lea Paleologul, o nouă cruciadă a fost organizată pentru a-l înfrânge pe Baiazid. In1393,a subjugat definitiv Bulgaria si a anexat Tesalia, iar Ducatul Atenei a acceptat suzeranitatea otomană de îndată ce armatele sultanului au ajuns la granița statului. Ofensiva lui Baiazid în spațiul balcanic este urmată de Bătălia de la Rovine din 1395. Oastea otomană nu reușește să cucerească Țara Românească, fiind învinsă deMircea cel Bătrân. Deși Baiazid nu și-a atins obiectivul propus – anexarea Valahiei – Mircea cel Bătrân a fost obligat să accepte statutul de vasal al turcilor. În 1396, aliații creștinii au trimis o armata cruciată compusă în principal din cavaleri unguri și francezi și sprijinită de un contingent valah sub conducerea regelui ungur și Împăratului Sfântului Imperiu Roman, Sigismund de Luxemburg, dar au fost înfrânți la Bătălia de la Nicopole. După victoria de la Nicopole, Baiazid a continuat să ataceValahia, Ungaria și Bosnia. El a reușit să cucerească cea mai mare parte a Albaniei, iar micile state din nordul Albaniei au devenit vasale ale otomanilor. Baiazid a asediat pentru scurtă vreme și Constantinopolul. Asediul a fost ridicat în 1397, după ce Manuel al II-lea a acceptat ca, pe viitor, toți împărații bizantini să fie confirmați de sultan. După această, Baiazid a fost obligat să părăsească Europa pentru rezolvarea problemelor din Anatolia și nu a mai apucat să se întoarcă în Balcani. Salvarea Imperiului Bizantin a venit din partea declarației de război mongole împotriva lui Baiazid.În 1400, războinicul mongol Timur Lenk (Timur cel șchiop) a reușit să convingă regatele locale, ce fuseseră cucerite de turci, să i se alăture în atacul împotriva lui Baiazid. În Bătălia de la Ankara, pe 20 iulie 1402, Baiazid a fost capturat de Timur și a murit în captivitate.A urmat o perioada instabila denumita "Interregnul otoman".Deși fiul lui Baiazid Mehmed Çelebi a fost confirmat ca sultan de către Timur, frații lui au refuzat să-i recunoască autoritatea. Neînțelegerile dintre cei fii ai lui Baiazid au avut ca rezultat izbucnirea războiului civil. Interregnul a durat până pe 5 iulie 1413, când Mehmed Çelebi a ieșit învingător și a devenit sultanul Mehmed I, monarh asupra unui imperiu unit.
Baiazid in captivitate
Asediul asupra Constantinopolului a inceput in 1422 sub conducerea luiMurad al II-lea(1421 – 1451),care subjugase toata Anatolia. In1439,Murad a anexat Serbia imperiului sau.A zdrobind coalitia crestina in Bătălia de la Varna in 1444 si in cea de-a doua cea de-a doua batalie de la Kosovo Polje.
Expansiunea a fost intrerupta de reorganizarea statala,pana candMahomed al II-lea Cuceritorul (1451 – 1481) a readus sub control Asia Mica si o mare parte a Balcanilor.
In 1453,turcii ,condusi de Mahomed II au lansat asediul final asupra orasului Constantinopol.Constantin XI,ultimul imparat bizantin,avea la comanda sa 10 000 de oameni,pe cand Mahomed avea la comanda sa 150 000 de soldati.Turcii au transportat pe uscat 70 de corabii,ocolind fortificatiile dinspre mare ale Constantinopolului,pentru a ataca prin suprindere.Aparati de zidurile solide lungi de 6 kilometri si vechi de aproape un mileniu,bizantinii au rezistat 54 de zile pana cand,in final,trupele de elita ale lui Mahomed au ocupat orasul. La 29 mai1453,Mehmet II a reusit sa cucereasca Constantinopolul,punand capat Imperiului Bizantin,unde ultimul imparat bizantin,Constantin al XI-lea Paleologul a cazut in lupta pentru apararea cetatii. Dar,marele Fatih a fost invins de domnitorul roman Ștefan cel Mare in Bătălia de la Vaslui(1475).A prefacut numeroase biserici in moschei,inclusiv Catedrala Sfânta Sofia din Constantinopol si a construit Palatul Topkapî,resedinta sultanilor de atunci inainte. Turcii s-au instalat la Constantinopol,i-au schimbat denumirea in Instanbul,devenind noua lor capitala.Existenta imperiului bizantin a luat sfarsit fix la un mileniu de la jefuirea Romei si colapsul Imperiului Roman de Apus. Formarea unui nou imperiu musulman a devenit un motiv de ingrijorare pentru Europa crestina pentru inca cinci secole.
Era de propășire a Imperiului Otoman poate fi împărțită în două perioade caracteristice. Prima dintre ele era una de creșteri teritoriale și cuceriri constante, de la cucerirea Constantinopolelui din 1453 până la moartea lui Soliman Magnificul din 1566. Aceasta a fost o perioadă de realizări nemaipomenite pentru Imperiul Otoman. După cucerirea capitalei Imperiului Bizantin, otomanii au pus capăt puterii Serbiei prin bătălia de la Kosovopolie, victorie care a deschis poarta expansiunii către inima Europei.
Mahomed II
Mehmet II se considera urmatorul cuceritor al lumii.In timp ce incerca sa evite tulburarile interne prin acordarea de libertati culturale crestinilor si evreilor in schimbul platii unui impozit,armatele sale invadauSerbia,Bosnia si Albania,ocpand pana si ultimul teritoriu crestin din Pelopones in 1458-1462.In 1456 a desfasurat Asediul Belgradului,insa fără succes.Coalitia crestina formata din unguri,sarbi si cruciati condusi de Ioan de Hunedoara au rezistat eroic. S-a spus de atunci că „bătălia de la Belgrad a decis soarta lumii creștine”.În cinstea victoriei, papa Calixt al III-lea a cerut ca fiecare biserică să tragă clopotele la prânz, obicei păstrat și astăzi în toată lumea creștină. Din pacate,Serbia a fost definitiv anexata de turci abia in 1459. In curand,otomanii controlau partea estica a Mediteranei si Marea Neagra prin cucerirea Imperiului Trapezunt din Asia Mica si subjugarea hanilor din Crimeea in 1475 si obligarea acestora la plata haraciului.In 1480,Mehmet a ajuns in sudul Italiei pregatindu-se sa avanseze spre Roma,centrul crestinitatii,dar a murit in primavara anului urmator.
Palatul Topkapi (reconstituire)
A urmat o perioada de inactivitate militara sub piosul sultan Baiazid II,incheiata in aprilie 1512 printr-o lovitura de stat condusa de fiul sau Selim I (cel Cumplit).La urcarea pe tron s-a proclamat suveranul lumii si succesorul lui Alexandru cel Mare.A fost creatorul Imperiului Otoman. Sultanul Selim I (1512–1520) a extins frontierele estice ale imperiului după ce i-a invins pe sahii Safavizi ai Persiei în Bătălia de la Chaldiranși a pus bazele unei flote a Mării Roșii. A ocupat Azerbaidjanul,estul Anatoliei si a subjugat Kurdistanul,obtinand controlul asupra rutelor comerciale catre Persia.A ocupat Siria in 1516 si a cucerit Egiptul in1517,profitand de cererea de ajutor a mamelucilor egipteni impotriva portughezilor si dubland teritoriul Imperului Otoman.L-a detronat pe ultimul calif al orasului Cairo,asumandu-si acest titlu,si a preluat protectoratul asupra asezarilor sfinte din Mecca si Medina.Pe plan intern,ca sa poata asigura pozitia sultanului in fata rivalilor si pentru a evita luptele pentru succesiune,a introdus practica prin care sultanul isi ucidea toti fratii care aveau pretentii la tron.
Moscheea lui Soliman
Francois I si Suleiman
Succesorul lui,Suleiman Magnificul, (Soliman I) avea să ducă puterea și întinderea imperiului și mai departe,catre punctul de maxima grandoare culturala.S-a consacrat modernizarii guvernului,a sistemului judiciar si a celui financiar.Moschei incatatoare ai fost construite de stralucitul arhitect Sinan.Armatele lui Soliman au extins granitele imperiului spre vest.In 1522 i-a alungat pe Cavalerii Ioaniți din Rodos.După ce armatele sale au cucerit Belgradul, Suleiman a dat o lovitură mortală Ungariei în bătălia de la Mohács din 1526. InsusiLudovic al II-lea al Ungariei și Boemiei a fost ucis pe campul de lupta. Suleiman a continuat atacul asupra Austriei, dar înbătălia de la Viena a fost nevoit să se recunoască învins și și-a retras trupele din cauza pierderilor mari. La scurtă vreme, Transilvania, Valahia și Moldova au trebuit să se recunoască principate tributare ale Imperiului Otoman, dar nefiind incluse în acesta. Francisc I al Franței și Soliman Magnificul au inițiat o alianță franco-otomană din 1530. În est, Suleiman Magnificul desfasurat trei campanii impotriva Imperiului Safavid al Persiei,un razboi dintre otomanii sunniti si persii siiti.A cuceritBagdadul în 1535 din mâinile perșilor, asigurând controlul deplin al turcilor Orientul Mijlociu. Iar in 1538 a ocupat Mecca. Din cauza acestui razboi dintre musulmani care avea sa dureze întreg secolul XVI, otomanii n-au mai inaintat in Europa. Chiar si asa ,flota turcească, sub comanda piratului Hayreddin Barbă Roșie (Hayreddin Pasa) a atacat și devastat coastele Spaniei, Italiei și Greciei.
În Oceanul Indian, Suleiman a condus mai multe campanii navale împotriva portughezilor în încercarea de a le elimina și a restabili caile comerciale cu India. Aden în Yemen a fost capturat de otomani în 1538, cu scopul de a oferi o bază otomană pentru raiduri, pentru a ataca posesiuni portugheze de pe coasta de vest a Pakistanului și Indiei de azi. Din această bază, Suleyman Pașa a reușit să preia controlul asupra întregii țări de Yemen, luând, de asemenea, Sa'na. Populația din Aden s-a ridicat împotriva otomanilor, astfel ca portughezii au fost în controlul orașului până la confiscarea acestuia de către Piri Reis în 1548.
Secolul al XVI-lea a fost marcat de numeroase bătălii otomane purtate împotriva habsburgilor și a spaniolilor în Balcani, de controlul asupra Africii de Nord și de dominația Mediteranei. Otomanii au atins "Vârsta lor de Aur" în timpul domniei Suleiman Magnificul.
Încetarea cuceririlor în Europa au marcat sfârșitul celor 230 de ani de creștere. Asediul Vienei nu a fost parte a extinderii otomane în Germania. Turcii au reacționat la intervenția Habsburgilor austrieci în Ungaria. Acțiunea aceasta a îndepărtat pe unii dintre aliații otomani, iar pe alții i-a întors împotriva turcilor. Papa a abandonat interesele lui seculare pentru a agita spiritele pentru o nouă cruciadă împotriva otomanilor. În deceniile care au urmat, Imperiul Otoman nu a fost numai o forță de ocupație, ci a și devenit un instrument în politica europeană. Bătălia de la Viena a adus o perioadă lungă de stagnare și a fost un punct de cotitură în lupta de 300 de ani a regatelor din Europa Centrală împotriva otomanilor.
Mai înainte de asediul Vienei, nu era subiect al obiceiurilor diplomatice normale, nici nu a recunoscut dreptul la existență al statelor creștine, care erau considerați inamici tolerați. După eșecul din fața Vienei a început un proces de medievalizare a statului otoman, iar regulile islamice care guvernaseră viața imperiului au început să fie înlocuite de contracte financiare și civile în toate domeniile, (în relațiile externe, recrutările pentru armată, organizarea administrativă, etc). Legea superioara a imperiului a fost shari'ah sau Legea Sacră, care este la fel cu legea divină a Islamului. O altă lege a Imperiului Otoman a fost Kanuns, această lege acoperă domenii cum ar fi dreptul penal, proprietatea funciară și impozitele Suleiman a dat o atenție deosebită la situația supușilor creștini care au lucrat pământul spahiilor numiți Rayas.
"Codul de Rayas", a reformat legislația care reglementează taxele și impozitele pe care urmează să fie plătite de către Rayas, ridicarea statutului lor mai sus în iobăgie în măsura în care iobagii creștin ar migra spre teritoriile turcesti și să beneficieze de pe urma reformelor Sultanul a jucat un rol important în protejarea evreilor din imperiul său. In plus, Suleiman a adoptat o nouă legislație penală, prescrierea unui set de amenzi pentru infracțiuni specifice, precum și reducerea cazurilor care necesită moartea sau mutilarea. În domeniul impozitării, au fost percepute taxe pe bunuri și diverse taxe de producere, inclusiv animale, minele, profiturile comerciale, și taxe de import-export. Învățământul a fost un alt domeniu important pentru Sultan. Școlile atașate la moschei și finanțate de fundații religioase au oferit o educație în mare parte gratuită pentru băieți musulmani.
Sub conducerea lui Soliman, Imperiul Otoman a intrat în epoca de aur a dezvoltării sale culturale. Sute de societăți imperiale artistice (numite Hiref Ehl-i, "Comunitatea de Talente") au fost administrate la sediul Imperial, Palatul Topkapî. După ucenicie, artiștii și meșterii ar putea avansa în rang în domeniul lor și vor fi plătiți, salariile fiind date în rate trimestriale anuale. Ehl-i Hiref a atras cei mai talentați artiști în curtea sultanului, atât din lumea islamică cât și din recentele cuceriri din Europa, rezultând un amestec de islamici, turci și alte culturi europene. Artizanii de la curte sunt: pictori, cojocari, bijutieri. Întrucât conducerea anterioară a fost influențată de cultura persană , domnia lui Soliman a creat o artă proprie a Imperiul Otoman.
Suleiman însuși a fost un poet talentat, a scris în limba persană și turcă sub pseudonimul Muhibbi. Sultanul a căutat să transforme Constantinopolul în centrul civilizației islamice printr-o serie de proiecte, inclusiv poduri, moschei, palate și diferite instituții de caritate și sociale. Cea mai mare dintre acestea a fost construită de arhitectul-șef al sultanului, Mimar Sinan, în care arhitectura Otomană a atins apogeul. Sinan a devenit responsabil de peste trei sute de monumente în tot imperiul, inclusiv cele două capodopere, Suleymaniye și moscheia Selimiye, aceasta din urmă a fost construită în Adrianopol, în timpul domniei lui Soliman fiul lui Selim II. Suleiman a restaurat, de asemenea, Cupola Stâncii din Ierusalim și zidurile Ierusalimului, renovat Kaaba din Mecca, și a construit un complex în Damasc.
Roxelana,sotia lui Soliman Magnificul
Incălcând tradițiile otomane privind căsătoria, Soliman se căsătorește cu o supusă din haremul său pe nume Roxelana. Căsătoria sultanului cu aceasta îl face pe acesta să câștige mai multă notorietate.
În iarna anului 1566 în Imperiul Otoman s-a dat ordin de mobilizare a trupelor pentru campania din vară, care avea drept țintă Viena. Sultanul în vârstă de 71 de ani urma să conducă personal marea oaste, însoțit de marele vizir Sokollu Mehmet Pașa. Suleyman pleacă din Istanbul în fruntea armatei la 1 mai 1566.În drumul său spre cetatea Eger, ultimul bastion înainte de Viena, Suleiman a hotărât să asedieze cetateaSzigetvar, a cărui comandant Nikola Zrinski (Miklos Zrinyi) îi hărțuia armata. Mica cetate și cei aproximativ 3000 de apărători nu păreau să aibă vreo șansă în fața celor peste 100 000 de turci, tătari și moldoveni, însă asediul s-a prelungit o lună de zile, de pe 5 august pe 7 septembrie. În final, turcii au cucerit cetatea, însă cu pierderi grele. Sultanul a incetat din viață în noaptea dintre 6 și 7 septembrie, chiar înaintea atacului decisiv împotriva Szigetvarului, iar Sokollu a anunțat tragicul eveniment abia după 48 zile.După 46 de ani de domnie, Soliman moare și fiul său, moștenitorul tronului, Selim al II-lea, preia conducerea, ducând mai departe succesul tatălui său.Desi se spune ca s-a născut din părinții Suleyman I și Sultana Hürrem, acesta nu era de origine turcă, ci provenea din sudul Ucrainei.
Selim ducea o viata lejera in timp ce ministrii si generalii sai conduceau imperiul.Otomanii propriu-zisi nu erau numerosi.Ei se bazau pe sclavii inrobiti si stramutati din Rusia si nordul Africii si pe inrolarea fortata a fiecarui al cincelea baiat din teritoriile ocupate in Europa,baietii acestia fiind instruiti pentru a deveni administratori si soldati. Oamenii de rand erau lasati in pace atata timp cat se supuneau si isi plateau taxele si nimeni nu era convertit la Islam cu forta. Otomanii se bazau,in ceea ce priveste comertul, pe greci, armeni, venetieni si alti straini, ceea ce conferea Imperiului Otoman un caracter international. Dar, prin 1600, imperiul a intrat într-o perioadă îndelungată de declin lent.

###### Stagnarea
Batalia de la Lepanto 1571
Banda Militara
Vizita unui ambasador francez si audienta la sultanul Ahmed III
Harem
Kara Mustafa Pasha
Ieniceri
În această perioadă de stagnare, imperiul a fost slăbit de războaie neîntrerupte, în special cu Imperiul Persan, Uniunea polono-lituaniană, Imperiul Rus și Imperiul Austriac. Expansionismul rusesc a fost reprezentat de o serie de 10 războaie duse împotriva otomanilor în secolele al XVII-lea,al XVIII-lea și al XIX-lea. Imperiul Otoman a fost foarte rezistent în fața acestor atacuri purtate de-a lungul multor ani, mai ales că avea tot concursul puterilor occidentale întru limitarea creșterii puterii rusești. Succesorii lui Soliman I au fost in general conducatori slabi,marii viziri guvernand in locul lor.Mustafa I a avut doua domnii între anii 1617 - 1618(dupa moartea lui Ahmed) și 1622 - 1623 (dupa asasinarea lui Osman II). La mijlocul sec. XVI,Selim al II-lea si Murad al III-lea au avut domnii lipsite de importanta in timpul carora sultanii si-au pierdut interesul fata de problemele statului. Perioadele de guvernare ale marilor viziri au inceput odata cu mania pentru lux si opulenta a sultanilor si numeroase intrigi domestice in care s-au implicat.Multumita marelui vizir Mehmed Sokollu,imperiul a rămas stabil din punct de vedere politic,chiar si dupa infrangerea suferita din partea flotei aliate crestine in Bătălia de la Lepanto din 1571.In timpul domniei lui Murad al III-lea,otomanii au suferit o gravă înfrângere din partea armatei habsburgice în bătalia de la Sissek în 1593. Mehmed al III-lea a rămas notoriu chiar și în istoria otomană pentru că a avut nouăsprezece frați și jumătate dintre ei i-a executat pentru a-și asigura domnia,dar si petru stabilirea relatiei diplomatice cu regina Elisabeta I a Angliei.In timpul domniei sale,otomanii au suferit o infrangere din partea romanilor condusi de Mihai Viteazul in Bătălia de la Călugăreni chiar din primul an al domniei sale. A fost succedat de fiul sau,Ahmed I(1603–1617),fiind incoronat la varsta de 13 ani.Cand a fost invitat de onoare la curtea regala a reginei Elisabetei I a Angliei,a distrus un ceas muzical cu figuri decorative din motive religioase,care in mod ironic,i-a fost daruit reginei chiar de tatal sau,Mehmed III.Ahmed a domnit putin timp,murind de tifos in 1617.A fost urmat la tron de Mustafa I,un dezechilibrat mintal,care a condus timp de 2 ani.Acesta avea sa mai conduca dupa asasinarea lui Osman II in 1622-1623,pana ce avea sa vina Murad IV la conducere.
Turcii au stabilit noi relatii diplomatice si comerciale cu Anglia in 1580,si cu Regatul Țărilor de Jos in 1603.In razboiul impotriva persilor din 1579-1590,Caucazul impreuna cu Tbilisi si Tabriz au ajuns sub control otoman,dar au fost pierdute in 1603 in favoarea sahului Abbas cel Mare. Osman II a domnit ca sultan din 1618 pana in 1622,dovedindu-se un tanar sultan sever si pasionat de tirul cu arcul.Rebeliunile din Anatolia si Kurdistan erau semne clare ale dezbinarii interne ale imperiului.Ienicerii devenisera un puternic stat in interiorul statului,dar in 1622,dupa ce l-au asasinat pe sultanul Osman al II-lea,care incercase sa le limiteze puterea,fratele acestuia,Murad al IV-lea, a infrant dominatia lor prin pedepse aplicate cu cruzime.Murad a reusit sa potoleasca revoltele kurzilor si ale druizilor din Siria,iar in 1638 a recucerit Bagdadul de la Safavizi.In aceasta perioada,numerosi albanezi,bosniaci si bulgari au fost convertiti la islam.Relațiile cu Imperiul Mughal au fost deschise. A murit de guta in 1640,nu inainte sa ordone de pe patul de moarte uciderea fratelui sau, Ibrahim I.Porunca n-a fost dusa la implinire si in cele din urma,l-a urmat la tron .Instabil psihic,avand parte de infrangeri navale in Marea Egee din partea venetienilor care au capturat Tenedos si au blocat stramtoarea Dardanele,amenintand insusi Instanbulul,a ordonat exterminarea tuturor crestinilor.Bineinteles ca vizirii nu i-au dus porunca la indeplinire si in cele din urma,Ibrahim a fost strangulat la Constantinopol in 1648.A domnit doar 8 ani.
De la mijlocul secolului XVII,in timpul domniei lui Mehmed al IV-lea Kuprili, guvernarea a trecut in mainile familiei albaneze de mari viziri Koprulu,care a declarat razboi impotriva coruptiei si a intarit puterea centrala.In 1669 au reusit sa smulga venetienilor Creta si in 1672,de la polonezi,Podolia.Sultanul a introdus reforme in economie si armata,iar sansele otomanilor au renascut. In 1676,Kara Mustafa a devenit mare vizir,conducandu-si armatele catre Ungaria.In 1683 a asediat Vienapentru a doua oara,dar armatele mixte si aliatii polonezi i-au infrant pe turci pe campiile de la Kahlenberg obligandu-i sa se retraga.Regele polonez Jan al III-lea Sobieski l-a învins pe Kara Mustafa în bătălia de la Viena din 1683,dupa ce aparatorii Vienei au rezistat 2 luni,suficient timp ca o armata de germani si polonezi sa le vina in ajutor. Turcii au început să piardă din poziția dominantă din Europa dupa infrangerea dezastruoasa de la Viena. Un alt vizir,Mustafa Kuprili,a preluat conducerea in1690,care a reusit sa-i alunge pe austrieci din teritoriile proaspat ocupate,dar a fost ucis in 1691. Carol al V-lea de Lorena si Ludovic-Wilhelm de Baden-Baden i-au izgonit pe otomani din Ungaria.Venetienii au ocupat in 1687 teritorii dinPelepones,inclusiv Atena.Nici reintoarcerea mariilor viziri din familia Koprulu nu a pus capat pierderilor suferite de turci in Balcani.
In urma infrangerii suferite la Zenta in 1697 din partea generalului austriac Eugeniu de Savoia,Imperiul Otoman,prin prevederile Tratatului de la Karlowitz,a pierdut Ungaria,Transilvania si Slavonia in favoarea Austriei,Podolia in favoarea Poloniei si Peleponesul impreuna cu alte parti din Dalmatia in favoarea Venetiei. In 1700,Azovul a fost cedat Rusiei.SultanulAhmed al III-lea i-a oferit azil lui Carol al XII-lea al Suediei,apoi a provocat un razboi cu Rusia in 1710-1711,castigat de otomani.In 1717,Belgradul a fost cedat Imperiului Austriac,care,prin Tratatul de la Passarowitz din 1718,a recastigatBanatul,nordul Serbiei si Oltenia.Din 1718 a debutat Perioada Lalelei în Imperiul Otoman, perioadă cuprinsă între momentul semnării Tratatului de la Passarowitz și revolta condusă de Patrona Halil. Această perioadă a fost una lipsită de mari conflicte, în timpul căreia Imperiul Otoman a început să se orienteze treptat spre valorile europene.
Numele acestei perioade a fost dată de moda folosirii lalelelor în societatea otomană. Cultivarea acestui simbol cultural a devenit o practică foarte apreciată în acea perioadă. Perioada Lalelei a fost ilustrarea conflictelor generate de noua cultură a consumului și principalul simbol al acesteia din urmă. În această perioadă, înalta societate otomană a dezvoltat un apetit uriaș pentru lalele, care erau folosite practic în toate ocaziile. Laleaua ajunsese să fie un simbol al aristocrației și privilegiaților. Marele vizir a fost preocupat de crearea unui climat propice comerțului, care urma în schimb să asigure venituri mai mari la buget. În această perioadă, curtea otomană s-a reorientat spre moda grădinilor și a unui stil de viață mai transparent. Marele vizir era un iubitor al lalelelor, punând bazele unei mode a cultivării lalelelor în grădinile publice și private, modă reflectată și în artă.Moda vestimentară a încorporat la rândul ei pasiunea pentru lalele. Lalelele au devenit omniprezente în piețele de flori, dar și pe produsele textile. Bulbii de lalele au devenit o marfă căutată, cumpărată la un preț din ce în ce mai mare de către bogații epocii. Simbolul lalelei apărea în palatele otomane și pe obiectele de îmbrăcăminte. Laleaua a devenit un simbol al bogăției și nobleței, dar și al fragilității unei stăpâniri despotice.Perioada Lalelei a fost propice dezvoltării artei, culturii și arhitecturii. Stilul arhitectural și al decorațiilor a devenit mult mai elaborat în această perioadă, fiind influențat de stilul baroc. Unul dintre exemplele clasice este fântâna Ahmed al III-lea din Palatul Topkapî din Istanbul.Laleaua a fost un motiv principal și în poezie sau pictură.
Sultanul Selim III
Asediul cetatii Ochakiv
Istanbul in secolul XVIII
In urma esecurilor militare,in 1730 s-a incheiat perioada lalelei si s-a ajuns la detronarea lui Ahmed III si reinstaurearea domniei ienicerilor,care au recastigat nordul Serbiei si Oltenia intre 1736 si1739.Odata cu semnarea pactului militar cu Austria,din 1741,principatul inamic devine Rusia,cu ambitiile ei expansioniste.Alianta otomanilor cu Prusia in 1761 a continuat pana in Primul Razboi Mondial.In timpulPrimului Razboi Ruso-Turc (1768-1774),rusii au inaintat in Moldova siTranscaucazia distrugand in 1770 flota otomana.Intre 1774 si1783,otomanii au cedat rusilor Crimeea si austriecilor Bucovina.Ecaterina cea Mare a uzurpat in 1784 protectoratul principatelor crestine din Georgia.Turcii au intrat inca o data in razboi cu Austria si cu Rusia intre 1787 si 1792.Rusia a continuat sa castige teritorii,devenind puterea dominanta din jurul Marii Negre.

###### Declinul
Perioada de declin a imperiului a fost marcată de reorganizarea și transformările tuturor aspectelor vieții otomane. Caricatura de mai sus este din această perioadă și arată sentimentele turcilor, parodiind Ministerul de Externe Otoman și pe funcționarii săi. Papagalul, maimuța și porcul (englezii, italienii și germanii) care nu-i dau paceraței (turcii), sunt consilierii și interpreții principali. Rușii sunt reprezentați în fundal caurși.
Tanzimatul a fost o perioadă de reforme, care a durat din 1839 până în 1876. În această perioadă s-a format prima armată modernă, bazată pe recrutări naționale. Sistemul bancar a fost de asemenea reformat, iar breslele au fost înlocuite cufabricile moderne. Din punct de vedere economic, imperiul avea greutăți mari în plata ratelor la împrumuturile luate de guvern de la băncile europene. Din punct de vedere militar, otomanii au pierdut controlul asupra unor teritorii (precum Egiptulocupat de francezi, sau Ciprul ocupat de englezi în 1876.
Pentru mai multe detalii, vedeți Tanzimat.
O schimbare importantă a politicii otomane a fost aceea că imperiul nu s-a mai angajat de unul singur în conflictele militare, ci a început să se alieze cu puterile europene – Franța, Olanda, Anglia și Rusia. Un prim exemplu a fost Războiul Crimeii, în care otomanii, francezii, britanicii și alții au luptat împreună împotrivaImperiului Rus.
Dintre toate ideologiile pe care otomanii le-au împrumutat din vest, naționalismul etnic (rebotezat “religie a lumii moderne”) a avut cel mai mare succes printre otomani. Otomanii nu operau cu naționalismul etnic doar în interiorul granițelor lor ci și în afara acestora. Revoltele au avut numeroase efecte asupra altor grupuri etnice în timpul secolului al XIX-lea. S-a pretins că aceste revolte au determinat calea pe care s-au îndreptat otomanii în secolul al XX-lea, dar retorica cu privire la cauzele răscoalelor din secolul al XIX-lea este foarte controversată. Otomanii au pretins că originea conflictelor interetnice ar trebui căutată în mișcarea și sursele care sprijineau conflicte cu obiective obscure. Perioada de declin a avut și unele realizări, așa cum au fost reorganizarea economiei, armatei, comunicațiilor, dar aceste reușite nu au avut efecte asupra calmării mișcărilor etnice.
Pentru mai multe detalii, vedeți Apariția naționalismului în Imperiul Otoman.Deschiderea sesiunii Parlamentului
Junii turci era numele unei organizații a otomanilor educați în universități occidentale, care credeau că monarhia constituțională ar fi putut scădea mișcarea de nesupunere socială din imperiu. Epoca Mesrutiyet explică dinamica socială și politică a primei constituții scrisă de İttihat ve Terakki Cemiyeti și consecințele ei sociale și economice. După o lovitură militară de stat, İttihat ve Terakki Cemiyeti l-a forțat pe sultanulAbdülaziz să abdice în favoarea lui Murad al V-lea. Însă Murad al V-lea a înnebunit și a fost detronat câteva luni mai târziu. Moștenitorul lui, Prințul Abdülhamid, a fost invitat să preia puterea în condițiile în care ar fi proclamat instaurarea monarhiei constituționale, lucru pe care l-a și făcut pe 23 noiembrie 1876. Constituția a fost numită Kanun-i Esasi (Legea Fundamentală).

### Disolutia
Perioada disoluției a început cu numirea guvernului celei de-a doua Constituții.
Pentru mai multe detalii, vedeți A doua perioadă constituțională în Imperiul Otoman.
La sfârșitul secolului al XIX-lea au apărut trei noi state balcanice. Aceste trei state noi împreună cu Muntenegrul căutau să alipească teritorii de sub stăpânirea turcească în regiunile cunoscute ca Albania, Macedonia și Turcia. Au izbucnit războaie datorită statutului național incomplet al noilor state apărute pe ruinele Imperiului Otoman. La început, datorită încurajărilor Rusiei, au fost stabilite câteva aranjamente: între Serbia și Bulgaria (martie 1912) și între Grecia și Bulgaria (mai 1912). Muntenegru s-a alăturat înțelegerii sârbo-bulgare în octombrie 1912. Problemele apărute în ceea ce privește împărțirea regiunilor foste otomane au provocat izbucnirea primului și celui de-al doilea război balcanic.
Pentru mai multe detalii, vedeți Războaiele balcanice.
Într-un efort final de păstrare a puterii în mâinile lor prin recucerirea cel puțin a unora dintre teritoriile pierdute și de punere sub semnul întrebării autoritatea britanică asupra canalului Suez, triumviratul condus de ministrul de război Enver Pașa a hotărât ca Turcia să se alăture Puterilor Centrale în timpul primului război mondial. Imperiul Otoman a reușit să aibă câteva succese în primii ani de război. Aliații, inclusiv noile formate ANZAC – Corpurile de Armată Australiene și Neozeelandeze, au fost învinse în bătălia de la Gallipoli, în Irak și în Balcani. Imperiul Otoman a respins încercările de debarcare britanice și a reușit să recucerească anumite teritorii. În Caucaz turcii au pierdut teren într-o serie de bătălii, au pierdut în luptă aproximativ 100.000 de soldați, iar rușii au stabilit linia frontului pe aliniamentul Trabzon – Erzurum – Van. Revoluția Bolșevică a permis otomanilor să recupereze tot ce pierduseră până în acel moment dat în Caucaz. Până în cele din urmă, ofensiva neîncetată a trupelor Imperiului Britanic s-a dovedit prea puternică ca să poată fi înfrântă. Otomanii au fost înfrânți până în cele din urmă de forțele Antantei, conduse de generalul Edmund Allenby, sprijinite de arabi și de Republica Armenia. De fapt, spre deosebire de națiunile arabe, Republica Armenia a fost proclamată independentă încă din timpul războiului. Teritoriile otomane au fost împărțite între învingători. Prima înțelegere în această privință a fost Armistițiul de la Mundros, după care a fost semnat Tratatul de la Sèvres. Acest tratat a fost încununarea politicii britanice în Orientul Apropiat, unde englezii au reușit să obțină aproape tot ce-și doriseră.
Articol principal: Acordul Sykes–Picot.
Pentru mai multe detalii, vedeți Fronturile Imperiului Otoman (primul război mondial).
Pentru mai multe detalii, vedeți Genocidul Armean.
Totuși, pentru a aprecia corect câștigurile Antantei în această zonă, trebuie luate în considerație și rezultatele din Războiul turcesc de independență. Turcii s-au ridicat împotriva prevederilor Tratatului de la Sèvres, pentru alungarea trupelor grecești și pentru respingerea trupelor armenești, italiene, franceze și pentru îndepărtarea amenințării britanice din Strâmtori. La sfârșitul războiului, turcii au obținut dreptul la existentă națională independentă.
Pentru mai multe detalii, vedeți Războiul turcesc de independență.
În Turcia independentă, în 1922, a avut loc o lovitură de stat care l-a detronat pe sultanul Mehmet al VI-lea Vahdettin.Republica Turcia a fost proclamată pe 29 octombrie 1923, fiind formată din rămășițele imperiului, la fel ca multe alte state din acea perioadă.

## Imperiul Austriac
Imperiulul austriac (în germană Kaisertum Österreich) a fost o formațiune statală ce a existat în centrul Europei între 1804 și 1867, iar ca partecisleithanică a Austro-Ungariei a existat până în 1918. Cu toate acestea, uneori, numele de "Imperiu austriac" e folosit și referitor la Monarhia Habsburgică, pentru a desemna totalitatea țărilor a căror coroană era deținută de Casa de Habsburg, respectiv de Casa de Habsburg-Lorena, între care se găseau atât țări din cadrul Sfântului Imperiu Roman(Arhiducatul Austriei, Comitatul Tirol, Ducatul Carintia, Ducatul Stiria,Ducatul Salzburg, Craina, Regatul Boemiei, Margraviatul Moraviei, Silezia austriacă, Comitatul Gorizia și orașul Triest), cât și din afara lui (Regatul Ungariei, Regatul Croației, Regatul Slavoniei, Principatul Transilvaniei(1699), Regatul Galiției și Lodomeriei (1772), Bucovina (1774),Margraviatul Istriei (1797) și Regatul Dalmației). Imperiul Austriac a fost oficial proclamat în anul 1804 pe baza țărilor coroanei familiei deHabsburg-Lorena, care deținuse prin alegere din secolul XV până la în1806 Coroana Sfântului Imperiu Roman și prin moștenire, de la sfârșitul secolului al XVI-lea, coroana privată a lui Rudolf al II-lea care, în 1804, a devenit Coroana imperială a Austriei.
Imperiul Austriac a fost creat în contextul crizei seculare în care intraseSfântul Imperiu Roman, care a fost lichidat în anul 1806 sub loviturileFranței bonapartiste, și a cunoscut ca atare două perioade:
- În 1815 devine principala putere din cadrul nou-createi Confederații Germane, deși poziția sa era puternic concurată de Regatul Prusiei. A cuprins atunci 20 de provincii de statuturi diferite (regate, principate, ducate, marchizate), dar administrativ egale. Această primă perioadă se încheie în 1866, când rivalitatea celor două mari puteri din cadrul Confederației Germane, Austria și Prusia, ajunge la declanșareaRăzboiului austro-prusac, câștigat de prusaci, ce a avut drept consecință destrămarea Confederației Germane și aparițiaConfederației Germane de Nord pe de o parte (din 1871 se va numiImperiul German) și a Austro-Ungariei pe de altă parte; aceasta din urmă pierde în Italia posesiunile sale milaneze și venețiene (Regatul Lombardo-Venețian).
- Între 1867 și 1918 Imperiul Austriac se împarte în două monarhii componente ale Austro-Ungariei: Cisleithania (de la râul Leitha pe care trecea vechiul hotar dintre Austria și Ungaria) și Transleithania; prima includea preponderent țările coroanei habsburgice din fosta Confederație Germană și din fosta Polonie, a doua preponderentdomeniile coroanei regale ungare, împăratul Francisc-Iosif (1848-1916) fiind simultan monarh a două state autonome, cu capitalele laViena și la Budapesta. Oficial, în această a treia fază, dubla-monarhie se denumea "Imperiul Austriei și Regatul Ungariei" (Kaiserreich Österreich und Königreich Ungarn), nu Imperiul Austro-Ungar, iar Francisc Iosif purta două titluri în uniune personală: împărat austriacși rege maghiar.

În anul 1910, Imperiul Austriac (redus la Cisleithania, fără Ungaria, creată la 1867), avea 300.000 km² și 28,5 milioane de locuitori (germani - 31,8%; restul: cehi - 22,6%, polonezi, ucraineni, evrei - 4,7%, sloveni,croați, italieni - 2,4%, români - 1%, țigani ș.a.). Capitala Imperiului era orașul Viena (avea 2,03 mil. locuitori în 1910). Imperiul s-a destrămat la 3 noiembrie 1918, imediat după capitularea Austro-Ungariei în Primul Război Mondial și retragerea Habsburgilor de la tronul Austro-Ungariei, deoarece naționalitățile din "dubla-monarhie" aspirau de multă vreme să fie, după caz, independente (maghiarii; cehii și slovacii împreună) sau unite cu semenii lor de peste hotarele imperiului (italienii, polonezii, ucrainenii, românii, apoi slovenii, croații și sârbii împreună). Dispariția imperiului a fost oficializată prin tratatele de la Saint-Germain și de laTrianon, cu atât mai ușor cu cât corespundea cu al 10-lea din "Celepaisprezece puncte" ale președintelui american Woodrow Wilson, bazat pe Dreptul popoarelor de a dispune de ele însele.